# El gatito de la calle Lizyukov (monumento)
El Monumento al gatito de la calle Lizyukov es un monumento en honor al personaje de dibujos animados El gatito de la calle Lizyukov que se encuentra ubicado en el distrito norte de Vorónezh en la calle Lizyukov. Fue instalado el  5 de diciembre de 2003 frente a la entrada del antiguo cine Mir.

## Historia
Tras la aparición de la caricatura El Gatito de la calle Lizyukov, dirigida por Vyacheslav Kotyonochkin y escrita por Vitaly Zlotnikov, su protagonista se hizo popular en muchas ciudades, especialmente en Vorónezh. Por lo tanto, Valery Maltsev, que en ese momento era el editor del periódico Molodoy Kommunar propuso erigir un monumento al gatito Vorónezh en la ciudad. La idea fue apoyada por el personal del periódico Komsomolskaya Pravda quienes anunció una competencia para que ciertos estudiantes la diseñaran. La ganadora fue la estudiante de undécimo grado Irina Povarova, quien envió alrededor de diez dibujos diferentes al concurso, cuya fuente de inspiración fue la caricatura dirigida por Vyacheslav Kotyonochkin y el guionista Vitaly Zlotnikov.
La idea del undécimo grado fue reelaborada en gran medida por los escultores Ivan Dikunov y Elsa Pak. El monumento fue erigido frente a la entrada del cine Mir el 5 de diciembre de 2003. El gatito de la calle Lizyukov se convirtió instantáneamente en uno de los puntos de atracción para la gente del pueblo aunque también es objeto de vandalismo pues los bigotes del gatito hechos de alambre se rompen periódicamente y hay que restaurarlos.
El gatito Vasya es probablemente el tercero en el mundo y el primer héroe de dibujos animados en Rusia a quien se le erigió un monumento.